# Национальный реестр рекордов Украины

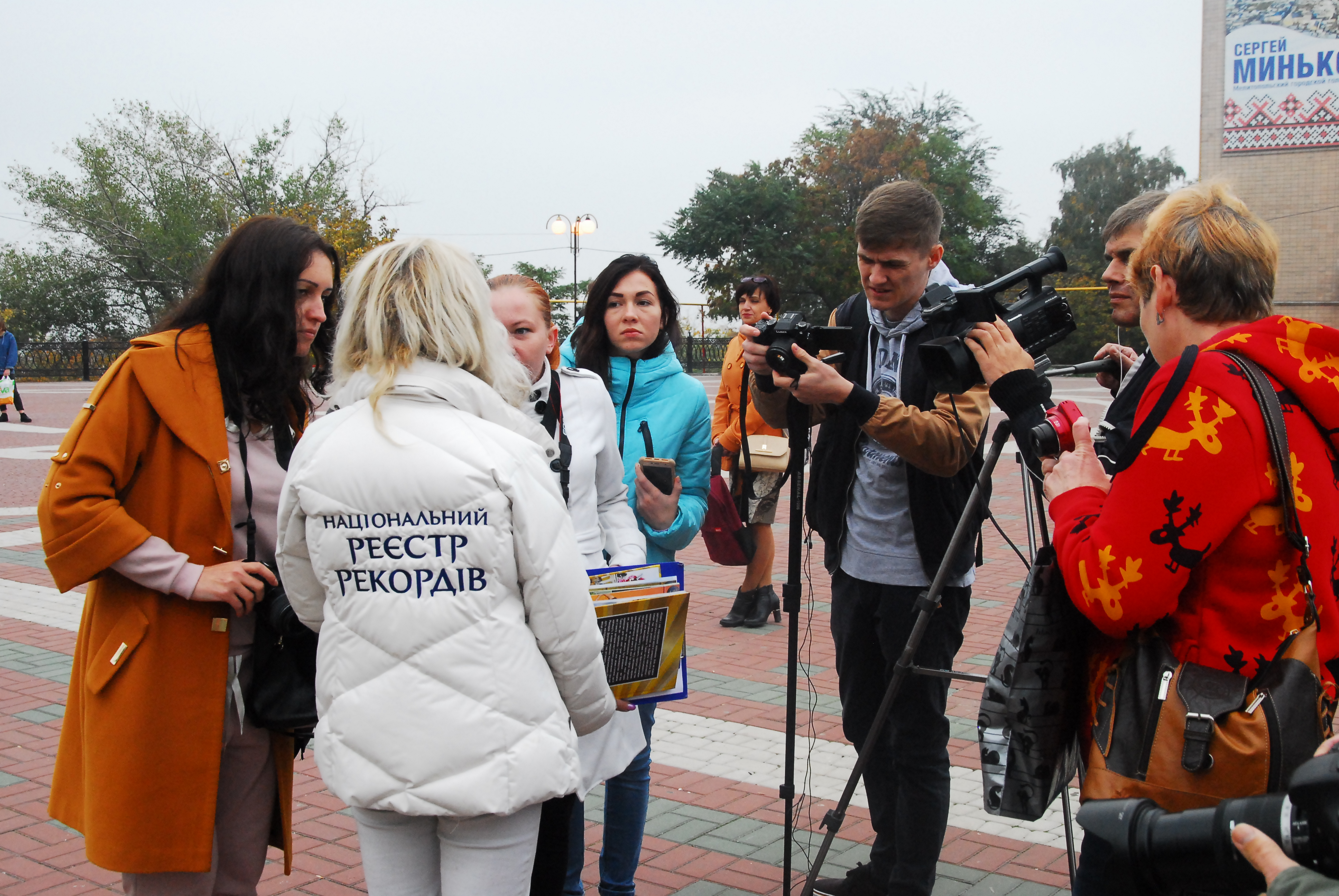
Представители НРР в Мелитополе, 19 октября 2017 года

Национальный реестр рекордов Украины (укр. Національний реєстр рекордів України) — украинская некоммерческая организация, занимающаяся учетом и регистрацией мировых рекордов на Украине и за ее пределами.
Основана 10 октября 1989 года спортивным журналистом и телеведущим Валентином Щербачевым.

## История
Инициатором создания Национального реестра рекордов в 1989 году стал известный спортивный журналист Валентин Щербачев, которому предложили возглавить Всесоюзный Клуб Необычных Рекордсменов, создателем которого выступила газета «Советский спорт».
Официальное учреждение Клуба состоялось 10 октября того же года.
1 октября 2010 года в информационном агентстве «УНИАН», на пресс конференции Валентин Щербачев вместе с Виталием Зориным и Владиславом Резниковым объявили о преобразовании проекта в Национальный Реестр Рекордов (НРР).

## Деятельность
По данным статистики экспертов Реестра, начиная с 2010 года было официально зарегистрировано более 2000 уникальных достижений, как на Украине, так и за ее пределами, было издано 5 Книг рекордов Украины, иллюстрированных цветными фотографиями.
Также Реестр активно сотрудничает с телепрограммой «Мир наизнанку»: эксперт Реестра Виталий Зорин помогал регистрировать такие рекорды, как самый низкорослый мобильный человек в мире (Непал), самый большой ненатуральный бицепс Бразилии, самый татуированный взрослый человек Бразилии, рекорд по выпучиванию глаз (Пакистан) и т. д.
В 2019 году сертификат о рекорде был вручен Президенту Украины В. А Зеленскому в категории «самая продолжительная в мире пресс-конференция президента».